# Joseph Nicolosi
Joseph Nicolosi (24 janvier 1947 — 8 mars 2017) est un psychologue clinicien américain.

## Biographie
Joseph Nicolosi est titulaire d'un doctorat de la California School of Professional Psychology, de religion catholique[réf. nécessaire]. Il est le fondateur de la clinique psychologique Thomas Aquinas à Encino, en Californie, et fondateur de la National Association for Research and Therapy of Homosexuality.

## Thérapie de conversion
Joseph Nicolosi préconise et pratique la thérapie de conversion, une pratique controversée qui, selon lui, peut aider les gens à surmonter ou à atténuer leurs désirs homosexuels et à les remplacer par des désirs hétérosexuels.
Il développe ses idées dans plusieurs ouvrages, notamment Reparative Therapy of Male Homosexuality: A new Clinical Approch en 1991. Joseph Nicolosi propose l'idée que l'homosexualité est souvent le produit d'une condition qu'il a décrite comme un déficit d'identité du genre chez des individus en développement qui a pour effet d'interrompre le processus d'identification masculin/féminin.
Il soutient également l'idée que l'adaptation aux traumatismes liés au genre pendant les années de développement pourrait éloigner un enfant de sa « nature fondamentale ». Son but est de restaurer ce qui fonctionne conformément à la nature biologique de l'individu.
La National Association for Research & Therapy of Homosexuality qu'il a créée est une association de professionnels qui favorise l'acceptation de la thérapie de conversion,.
En 2012, la Californie a adopté une loi interdisant les traitements de conversion aux mineurs, ce qui a conduit Joseph Nicolosi à engager une action en justice, contestant la loi pour des motifs constitutionnels. Cependant la loi interdisant ce type de soin aux patients mineurs de Joseph Nicolosi a été confirmée. La Cour suprême a par la suite explicitement fait référence à ce cas.
Joseph Nicolosi meurt en mars 2017 des suites d'une grippe.

## Postérité
Le 2 juillet 2019, Amazon a supprimé plusieurs livres de Joseph Nicolosi de son catalogue sous la pression d'une pétition en ligne.

## Voir également
- Thérapie de conversion

## Publications
- Reparative Therapy of Male Homosexuality: A New Clinical Approach. Jason Aronson, Inc. 1991)  (ISBN 0-87668-545-9)
- Healing Homosexuality: Case Stories of Reparative Therapy. Jason Aronson, Inc.1993  (ISBN 0-7657-0144-8).
- avec A. Byrd, Potts Dean et W. Richard, « Retrospective self-reports of changes in homosexual orientation: A consumer survey of conversion therapy clients - Psychological Reports », Juin 2000, volume 86, p.1071–1088.
- Shame and Attachment Loss: The Practical Work of Reparative Therapy. InterVarsity Press, 2009
- A Parent's Guide to Preventing Homosexuality, Liberal Mind Publishers, rééd. 2017.